# Joaquín Do Reyes
 Joaquín Do Reyes  ( Buenos Aires Argentina, 26 de enero de 1905 – ídem. 8 de junio de 1987)  fue un bandoneonista, compositor y director de orquesta dedicado al género del tango. 

## Actividad profesional
Nació en el barrio de Mataderos de Buenos Aires y de chico estudió bandoneón, con el que acompañado por guitarristas comenzó a tocar tangos en cafés y boliches de la zona. Tenía 20 años se incorporó a la orquesta de Francisco Lomuto, primero, y a la de Juan D’Arienzo,  después, en ambos casos por poco tiempo, y posteriormente ingresó en la de Alberto Gambino. Con 30 años de edad y después de 10 de actividad profesional, formó su primer conjunto para actuar en el cabaré Chantecler que en el local de Paraná y Avenida Corrientes estaba dedicado al tango desde diciembre de 1924.
Desde allí, con algunas pausas, continuó su actividad y con su orquesta trabajó en locales nocturnos y en radioemisoras como Radio El Mundo aunque sin llegar a la trascendencia de otras orquestas de la época. 
En 1950 lo contrató la flamante empresa discográfica TK para realizar grabaciones que agregó a un catálogo que contaba con nombres descollantes  en el tango como Edmundo Rivero, Aníbal Troilo, Argentino Galván y Horacio Salgán. Las primeras obras que registró fueron Trece (conocido como El trece) y El amanecer; su labor discográfica en TK, que comprendió 24 obras, siguió hasta 1954 y entre 1960 y 1962  grabó 6 títulos para RCA Victor. Entre coleccionistas circulan además muchas tomas radiales en perfecto estado que incluyen, por ejemplo, la proveniente de una actuación en Radio El Mundo que el especialista Oscar del Priore incluyó en el volumen 2 de su Historia del bandoneón, el tango Pensativo, de Máximo Mori, con arreglo de su autor y con un estupendo solo de violín a cargo de Elvino Vardaro.
Do Reyes tuvo la colaboración, entre otros destacados músicos, de los bandoneonistas Máximo Mori, Mario Demarco, Eduardo Del Piano y Julio Ahumada; de los pianistas Osvaldo Manzi, José Pascual, Juan José Paz y César Zagnoli y de los violinistas Roberto Guisado, Alfredo Gobbi y Elvino Vardaro así como de los cantores Tito Reyes y Horacio Deval. Pese a que fueron disminuyendo los espacios para la difusión del tango, Joaquín Do Reyes siguió actuando, con algunos intervalos, en radios y en giras por el interior de Argentina y por Montevideo.

## Labor como compositor
Cuando Do Reyes estaba actuando en el Chantecler, Pepita Avellaneda, que había sido una célebre cancionista y bailarina y que trabajaba en el local como encargada del guardarropas, escuchó uno de los tangos románticos de su autoría y, pensando en el declive de su propia vida, le sugirió el título Yo no sé llorar,  que Do Reyes aceptó, y al que tiempo después le puso letra Celedonio Flores, a pedido de Carlos Gardel. Este tango tuvo mucha aceptación en las grabaciones de Juan D’Arienzo con la voz de Armando Laborde y de Osvaldo Fresedo cantando Roberto Ray. También escribió los bellísimos tangos instrumentales Decareando y Don Rosendo, dedicados a Julio De Caro y a Rosendo Mendizábal, que grabó en RCA Victor, el tango instrumental Rastreando, registrado en TK en 1953 y los tangos Cuatro pasos en las nubes y No me digas que no corazón, ambos con letra de Reinaldo Yiso.

## Su estilo
Joaquín Do Reyes imprimió a los conjuntos que dirigió un marcado acento decareano, tuvo la participación de conceptuados instrumentistas y  muchos de estos hicieron el arreglo de las más sobresalientes versiones de su repertorio. Gaspar Astarita dice en resumen sobre el biografiado:

”El ajuste de la orquesta, su densidad sonora, los prestigiosos solistas y colaboradores que lo rodearon, conformaron una entidad artística que debe ser tenida más en cuenta por los exégetas del tango”.

Por su parte, José María Otero afirma que:

”Supo rodearse de grandes ejecutantes que formaron en su orquesta…sobre todo, sus violinistas ahondaban en el sello  del conjunto que destacó por su ensamblamiento, sonoridad, su equilibrio armónico y un ritmo vibrante.

Joaquín Do Reyes falleció en Buenos Aires el 8 de junio de 1987.

## Obras registradas en Sadaic
Las obras registradas en SADAIC a nombre de Joaquín Do Reyes son las siguientes:
- Altivo lenguaje
- Como un rezongo (1975) en colaboración con Cristóbal Ramos
- Cuatro pasos en las nubes (1960) en colaboración con Reinaldo Ghiso
- Decariano (1962)
- Don Rosendo (1962)
- El rastreador (1963)
- Historia de un tango (1962) en colaboración con Alfredo Vezza
- No me digas que no corazón (1956) en colaboración con Reinaldo Ghiso
- Rastreando (1953) en colaboración con José Pascual
- Todo o nada (1938) en colaboración con Celedonio Esteban Flores
- Un amor como ninguno en colaboración con Dante Federico Gilardoni
- Yo no sé llorar (1940) en colaboración con Celedonio Esteban Flores